# Jochem in de Wolken
Jochem in de Wolken is een Nederlands televisieprogramma waarbij met een luchtballon over natuurgebieden wordt gevaren. Het wordt door de Evangelische Omroep uitgezonden op NPO 1. De presentatie is in handen van Jochem Myjer aan wie het programma ook de titel ontleent.

## Het programma
In iedere aflevering staat een natuurgebied centraal. Komiek Jochem Myjer die een paar jaar biologie heeft gestudeerd vaart samen met ballonvaarder Ike Visser in een luchtballon over dit natuurgebied en vertelt erover.
Doel van het programma is om het natuurbewustzijn in Nederland te bevorderen. In het kader daarvan zijn Staatsbosbeheer en het Wereld Natuur Fonds betrokken bij de totstandkoming van het format. Jochem Myjer is WWF-ambassadeur en Ike Visser heeft nog twee andere ballonnen, de PH-WWF en de PH-PND, voorzien van het Wereld Natuur Fonds logo.

## Afleveringenoverzicht
| Aflevering | Datum           | Natuurgebied                |
| ---------- | --------------- | --------------------------- |
| 1          | 15 oktober 2021 | Geuldal                     |
| 2          | 22 oktober 2021 | Nationaal Park Veluwezoom   |
| 3          | 29 oktober 2021 | Nationaal Park De Biesbosch |
| 4          | 5 november 2021 | Lauwersmeer                 |

## Trivia
- De gebruikte luchtballon van Ike Visser met registratienummer PH-CDA werd door het CDA gebruikt voor promotiedoeleinden maar het partijlogo en beeltenis van Jan Peter Balkenende zijn er afgehaald en de ballon is voorzien van camera's.[3]